# Cinque, la luna, le spine e il live
Cinque, la luna e le spine è un album live della band folk punk Marta sui Tubi, pubblicato nel giugno 2013.

## Descrizione
L'album viene pubblicato in allegato (facoltativo) al n. 87 del mensile XL di Repubblica. Il disco contiene 14 tracce registrate all'Alcatraz di Milano il 4 aprile 2013, compresa la collaborazione con la Bandakadabra; più il brano dei Marlene Kuntz Nuotando nell'aria registrato al TPO di Bologna e cantato con Cristiano Godano, frontman della band piemontese.
L'artwork del CD è di Daniele Pampanelli, mentre le foto sono di Carlo Polisano.

## Tracce
1. Il primo volo
2. Dispari
3. L'unica cosa
4. La spesa
5. Divino
6. Polvere sui maiali (feat. Bandakadabra)
7. La ladra
8. Cristiana
9. Tre
10. L'abbandono
11. Vorrei
12. Cromatica (feat. Bandakadabra)
13. Cinestetica
14. Vecchi difetti
15. Nuotando nell'aria (feat. Cristiano Godano)

## Formazione

### Gruppo
- Giovanni Gulino - voce
- Carmelo Pipitone - voce e chitarra
- Ivan Paolini - batteria
- Paolo Pischedda - tastiera, violino
- Mattia Boschi - violoncello, basso

### Ospiti
- Cristiano Godano - voce e chitarra
- Bandakadabra:
  - Andrea Verza - tromba
  - Fabio Rista - tromba
  - Fulvio Chiara - tromba
  - Massimo Rossi - sax soprano
  - Stefano Chiapello - sax tenora
  - Cecio Grano - sax tenore
  - Renato Vola - sax baritono
  - Enrico Allavena - trombone
  - Valerio Chiovarelli - tuba
  - Gipo Di Napoli - grancassa
  - Valerio Chiovarelli - arrangiamento fiati